# Clearwater River Dene
Clearwater River Dene, jedna od bandi Chipewyan Indijanaca koja danas živi na tri reserve (9.500 hektara) u Saskatchewanu u Kanadi. Populacija im iznosi preko 1.100, od čega oko 500 na rezervatu, a ostali poglavito u gradu La Loche. Prije,dok su živjeli kod Fort McMurraya, bili su poznnati i kao Portage La Loche Band from Fort McMurray.
Današnje rezerve su, viz.: Clearwater River Dene 222, Clearwater River Dene Band 221, Clearwater River Dene Band 223 i La Loche Indian Settlement.